# Willy Courteaux
Willy Courteaux (1924-2017) est un journaliste et traducteur flamand.
Depuis 1953 il est actif en tant que traducteur des œuvres complètes de William Shakespeare. Sa traduction était publiée dans les années 1980, et une édition  entièrement révisée par l'auteur a paru le 7 avril 2007 chez  Manteau-Meulenhoff  à Anvers. De 1989 à 2006, Willy Courteaux a traduit les œuvres complètes d'Euripide.
Jusqu'à sa retraite en 1989 Courteaux a été l'un des journalistes de l'hebdomadaire flamand Humo. Pendant des années, il était "Dwarskijker" de service (critique de télévision), succédant à Paul Pike et Jeroen Brouwers. Chez les lecteurs il était aussi connu comme "Vensterman" (L'homme à la fenêtre) par sa rubrique consacrée au courrier des lecteurs, et comme “Max”, qui discutait les nouveaux enregistrements. À la télévision flamande il était très connu par sa participation dans les programmes Wat een stiel et Hebt ge ze alle vijf? avec Paul Van de Velde, Sus Van den Eynde et d'autres.
À partir de son 65e anniversaire en 1989 jusqu'en 2011, Willy Courteaux s’engagea comme lecteur pour le Braillebibliotheek (maintenant 'Luisterpuntbibliotheek').

## Son œuvre
- Verzameld werk (traduction des 37 pièces de Shakespeare) - J.M. Meulenhoff,  (ISBN 978-90-290-7968-6), 2007
- Phoenicische vrouwen: introduction et traduction du grec du Phoinissai d'Euripide - Ambo,  (ISBN 90-263-1907-X), 2005
- Hippolytus: introduction et traduction du grec de l'Hippolytos d'Euripide, Ambo,  (ISBN 90-263-1759-X), 2002
- Shakespeare in love (traduction) -  Bakker,  (ISBN 90-351-2087-6), 1999
- Na de val van Troje (Euripide): introduction et traduction du Grec - Ambo,  (ISBN 90-263-1359-4), 1996